# Septoria helianthi
Septoria helianthi är en svampart som beskrevs av Ellis & Kellerm. 1883. Septoria helianthi ingår i släktet Septoria och familjen Mycosphaerellaceae.   Inga underarter finns listade i Catalogue of Life.